# 1939年10月28日月食
1939年10月28日月食为一次在协调世界时1939年10月28日出現的月偏食。該次月食半影食分為2.074、全影食分為0.992。偏食維持了102分。

## 概述
這次月食的食分是2.12，偏食維持了102分。

## 基本參數
- 類型：月偏食
- 食甚資料：
  - 日期：1939年10月28日
  - 時間：6:36
  - 月球位置：赤經2.12度、赤緯12.4度
  - 食分：半影食分：2.074、全影食分：0.992
  - 持續時間：偏食102分

## 外部連結
- NASA月食專頁（页面存档备份，存于）（英文）